# 효소결합면역흡착검사
효소결합면역흡착검사(酵素結合免疫吸着檢査, 영어: enzyme-linked immunosorbent assay) 혹은 엘라이사(ELISA 엘라이자[*])는 항체나 항원에 효소를 표지하여 효소의 활성을 측정하여 항원-항체 반응의 강도와 그 양을 정량적으로 측정하는 방법으로 현대 생명공학에서 이용되고 있다.
엘라이사는 물질을 확인하기 위해 항체와 색깔 변화를 이용하는 시험이다. 액체 시료나 습윤 시료에서 물질의 존재(보통 항원)를 발견하기 위해 고체상 효소결합면역흡착검사를 사용한 '습식 실험' 유형의 생화학 분석의 보편적인 형식이다.

## 종류
엘라이사에는 직접 엘라이사(direct ELISA)와 간접 엘라이사(indirect ELISA) 및 샌드위치 엘라이사(sandwich ELISA)가 있다.

### 직접 엘라이자
항원과 반응하는 항체에 바로 효소를 결합시키는 방법이다.

### 간접 엘라이자
항원과 결합하는 항체(1차 항체)에는 효소가 없고, 그 항체와 결합하는 항체(2차 항체)에는 효소가 결합되는 방법이다.

### 샌드위치 엘라이자
항원에 대한 항체를 웰(well)에 먼저 결합시킨 뒤 그 항체에 대한 항원(시료)를 결합시킨다.
그 후에 직접 엘라이사 또는 간접 엘라이사를 사용하여 조사하는 방법이다.

## 사용 예시

### 결핵 진단
테헤란 대학교 생명공학 및 세포 분자 연구 센터에서 쉽게 결핵을 진단할 수 있는 새로운 간접 엘라이사 방법을 개발하였다.

### 식품 알레르기 반응 검사
이전에는 여러 알레르기 항원을 도장식 주사 방법을 사용하여 주사한 뒤 염증반응 여부와 반응 정도로 확인했다.
그러나 이러한 방법은 한 번에 대량의 항원에 따른 면역 반응이 동시에 일어나기 때문에 하루 동안 상당히 앓는 것이 특징이다.
그러나 요즘에는 엘라이사를 이용한 간접적 방법을 사용한다. 이 엘라이사 방법을 사용하게 되면 혈액을 채취하는 것만으로 식품 알레르기를 알 수 있다.

#### 식품 알레르기 반응 검사 엘라이사 사용방법

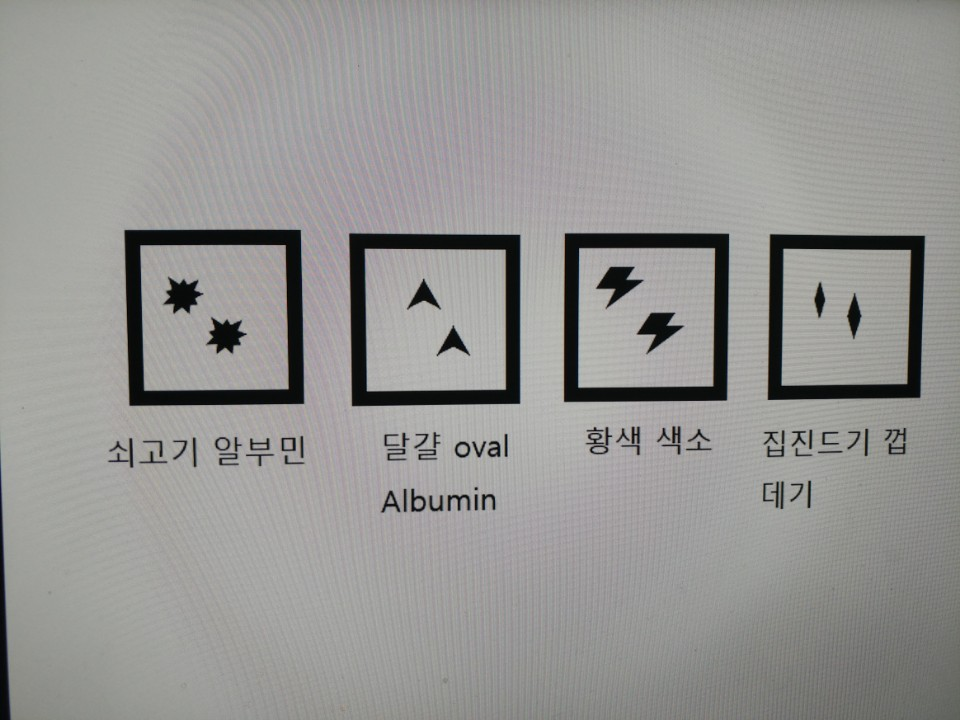
여러 항원이 담겨있는 웰(well)

1. 각각의 웰(well)에 여러 식품 알레르기에 관련된 항원(예: 쇠고기 알부민, 달걀의 오브알부민, 황색 색소)을 놓는다.
2. 채취한 혈액을 나눠 담는다(이때 혈액 안에 있는 Fab 수용체가 항원에 붙게 된다).
3. 세척을 한다(Fab 수용체와 제대로 결합하지 않으면 세척에 의해 쉽게 씻겨 나간다).
4. Fc 인식 항체를 넣어준다(이때 항체에 색깔을 띠는 물질을 표기하면 쉽게 어떤 알레르기와 반응하였는지 알 수 있다).

이러한 엘라이사 방법은 SDS Gel 블로팅에 비해 시간이 덜 걸린다는 장점이 있다.

## 같이 보기
- RT-PCR(역전사 중합효소연쇄반응)
- real time-PCR(실시간 중합효소연쇄반응)